# Назмі Авлуджа
Назмі Авлуджа  (тур. Nazmi Avluca, 14 листопада 1976) — турецький борець греко-римського стилю, чемпіон Європи і світу, володар Кубку світу, олімпійський медаліст.

## Спортивні результати на міжнародних змаганнях

### Виступи на Олімпіадах
| Змагання                    | Збірна    | Вагова категорія                 | Місце  |
| --------------------------- | --------- | -------------------------------- | ------ |
| Літні Олімпійські ігри 1996 | Туреччина | греко-римська боротьба, до 74 кг | 13     |
| Літні Олімпійські ігри 2000 | Туреччина | греко-римська боротьба, до 76 кг | 13     |
| Літні Олімпійські ігри 2008 | Туреччина | греко-римська боротьба, до 84 кг | Бронза |
| Літні Олімпійські ігри 2012 | Туреччина | греко-римська боротьба, до 84 кг | 15     |

### Виступи на Чемпіонатах світу
| Змагання                        | Збірна    | Вагова категорія                 | Місце  |
| ------------------------------- | --------- | -------------------------------- | ------ |
| Чемпіонат світу з боротьби 1995 | Туреччина | греко-римська боротьба, до 74 кг | 21     |
| Чемпіонат світу з боротьби 1997 | Туреччина | греко-римська боротьба, до 76 кг | 6      |
| Чемпіонат світу з боротьби 1998 | Туреччина | греко-римська боротьба, до 76 кг | Бронза |
| Чемпіонат світу з боротьби 1999 | Туреччина | греко-римська боротьба, до 76 кг | Золото |
| Чемпіонат світу з боротьби 2001 | Туреччина | греко-римська боротьба, до 76 кг | 17     |
| Чемпіонат світу з боротьби 2005 | Туреччина | греко-римська боротьба, до 84 кг | Бронза |
| Чемпіонат світу з боротьби 2006 | Туреччина | греко-римська боротьба, до 84 кг | Срібло |
| Чемпіонат світу з боротьби 2007 | Туреччина | греко-римська боротьба, до 84 кг | 7      |
| Чемпіонат світу з боротьби 2009 | Туреччина | греко-римська боротьба, до 84 кг | Золото |
| Чемпіонат світу з боротьби 2010 | Туреччина | греко-римська боротьба, до 84 кг | 5      |
| Чемпіонат світу з боротьби 2011 | Туреччина | греко-римська боротьба, до 84 кг | Бронза |

### Виступи на Чемпіонатах Європи
| Змагання                         | Збірна    | Вагова категорія                 | Місце  |
| -------------------------------- | --------- | -------------------------------- | ------ |
| Чемпіонат Європи з боротьби 1996 | Туреччина | греко-римська боротьба, до 74 кг | Золото |
| Чемпіонат Європи з боротьби 1998 | Туреччина | греко-римська боротьба, до 76 кг | Бронза |
| Чемпіонат Європи з боротьби 1999 | Туреччина | греко-римська боротьба, до 76 кг | 12     |
| Чемпіонат Європи з боротьби 2001 | Туреччина | греко-римська боротьба, до 76 кг | Бронза |
| Чемпіонат Європи з боротьби 2003 | Туреччина | греко-римська боротьба, до 84 кг | 8      |
| Чемпіонат Європи з боротьби 2004 | Туреччина | греко-римська боротьба, до 84 кг | Золото |
| Чемпіонат Європи з боротьби 2006 | Туреччина | греко-римська боротьба, до 84 кг | Бронза |
| Чемпіонат Європи з боротьби 2007 | Туреччина | греко-римська боротьба, до 84 кг | 9      |
| Чемпіонат Європи з боротьби 2008 | Туреччина | греко-римська боротьба, до 84 кг | Золото |
| Чемпіонат Європи з боротьби 2009 | Туреччина | греко-римська боротьба, до 84 кг | Срібло |
| Чемпіонат Європи з боротьби 2010 | Туреччина | греко-римська боротьба, до 84 кг | Золото |

### Виступи на Кубках світу
| Змагання                    | Збірна    | Вагова категорія                 | Місце  |
| --------------------------- | --------- | -------------------------------- | ------ |
| Кубок світу з боротьби 1997 | Туреччина | греко-римська боротьба, до 76 кг | Срібло |
| Кубок світу з боротьби 2001 | Туреччина | греко-римська боротьба, до 76 кг | Золото |
| Кубок світу з боротьби 2002 | Туреччина | греко-римська боротьба, до 84 кг | Срібло |
| Кубок світу з боротьби 2003 | Туреччина | греко-римська боротьба, до 96 кг | 6      |
| Кубок світу з боротьби 2003 | Туреччина | греко-римська боротьба, до 84 кг | 5      |
| Кубок світу з боротьби 2007 | Туреччина | греко-римська боротьба, до 84 кг | Бронза |
| Кубок світу з боротьби 2010 | Туреччина | греко-римська боротьба, до 84 кг | Золото |

### Виступи на інших змаганнях
| Змагання                                                  | Збірна    | Вагова категорія                 | Місце  |
| --------------------------------------------------------- | --------- | -------------------------------- | ------ |
| Чемпіонат світу з боротьби серед студентів 2002           | Туреччина | греко-римська боротьба, до 84 кг | Золото |
| Чемпіонат світу з боротьби серед військовослужбовців 2003 | Туреччина | греко-римська боротьба, до 84 кг | Золото |
| Гран-прі Німеччини з боротьби 2004                        | Туреччина | греко-римська боротьба, до 84 кг | 6      |
| Золотий Гран-прі з боротьби 2006                          | Туреччина | греко-римська боротьба, до 84 кг | Золото |
| Турнір Дана Колова — Николи Петрова 2008                  | Туреччина | греко-римська боротьба, до 96 кг | 9      |
| Кубок Азовмаша 2012                                       | Туреччина | греко-римська боротьба, до 96 кг | Бронза |

### Виступи на змаганнях молодших вікових груп
| Змагання                                      | Збірна    | Вагова категорія                 | Місце  |
| --------------------------------------------- | --------- | -------------------------------- | ------ |
| Чемпіонат Європи з боротьби серед молоді 1994 | Туреччина | греко-римська боротьба, до 74 кг | Золото |
| Чемпіонат світу з боротьби серед молоді 1995  | Туреччина | греко-римська боротьба, до 74 кг | Бронза |
| Чемпіонат світу з боротьби серед юніорів 1994 | Туреччина | греко-римська боротьба, до 74 кг | Срібло |
| Чемпіонат світу з боротьби серед кадетів 1991 | Туреччина | греко-римська боротьба, до 51 кг | 7      |
| Чемпіонат світу з боротьби серед кадетів 1992 | Туреччина | греко-римська боротьба, до 60 кг | Золото |